# Salto (Montalegre)
Salto é uma vila portuguesa sede da Freguesia de Salto do Município de Montalegre, freguesia com 77,89 km² de área e 1263 habitantes (censo de 2021), tendo, deste modo, uma densidade populacional de 16,2 hab./km².
A povoação de Salto foi elevada à categoria de vila em 1995.

## Geografia
Situa-se em meio montanhoso, que restringe a fertilidade e a extensão das terras cultiváveis.

## Demografia
A população registada nos censos foi:
| Distribuição da População por Grupos Etários | Distribuição da População por Grupos Etários | Distribuição da População por Grupos Etários | Distribuição da População por Grupos Etários | Distribuição da População por Grupos Etários |
| -------------------------------------------- | -------------------------------------------- | -------------------------------------------- | -------------------------------------------- | -------------------------------------------- |
| Ano                                          | 0-14 Anos                                    | 15-24 Anos                                   | 25-64 Anos                                   | > 65 Anos                                    |
| 2001                                         | 273                                          | 286                                          | 852                                          | 456                                          |
| 2011                                         | 137                                          | 145                                          | 672                                          | 475                                          |
| 2021                                         | 100                                          | 94                                           | 626                                          | 443                                          |

## Economia
A produção de cereais levou à organização do termo de cada povoado em dois espaços bem distintos cujas relações asseguravam a produção do sistema agro-pastoril:
- um domínio cultivado, com terras de cereal, pousios, prados e hortas, exploradas individualmente.
- um domínio inculto, o monte, geralmente mais extenso, com terrenos de pastagem, matos e bosques, explorados em comum pelos vizinhos.

## Localidades
A Freguesia de Salto engloba uma vila (Salto) e 19 aldeias: Ameal, Amiar, Golas, Bagulhão, Beçós, Caniçó, Carvalho, Cerdeira, Corva, Linharelhos, Lodeiro d’Arque, Minas da Borralha, Paredes, Pereira, Pomar de Rainha, Póvoa, Reboreda, Seara, Tabuadela.

## Património
- Igreja Matriz de Salto;
- Capela em Ameal;
- Capela em Corva;
- Capela em Caniçó;
- Capela em Linharelos;
- Capela em Amear;
- Capela em Taboradela;
- Capela em Seara;
- Capela em Reboreda;
- Capela em Carvalho;
- Capela em Geçós;
- Capela em Lordeiro de Arque;
- Capela em Sovôa;
- Capela em Bragulhão;
- Capela de São José, em Pomar da Rainha;
- Capela de Santa Catarina, em Pereira.

## Património gastronómico
- Chouriças de carne;
- Chouriças de sangue;
- Salpicão;
- Presunto;
- Orelheira e Ranhões;
- Filhoses - de lêveda (que se consomem no Sábado Filhoeiro, ou de Entrudo) e de orelheira.

## Festas Populares

### A festa senhora do pranto
O pároco da freguesia de santa Maria de salto em 1758, o reitor António Alves de Sousa, fornece a sua versão para a origem do nome de salto:” Este dito lugar é assim chamado para a tradição de uma imagem com o titulo Senhora do Pranto, padroeira desta freguesia chamada a “Senhora de Salto” pela dita tradução de que de distancia de quase meio quarto de légua saltara para um sítio em que hoje está, para a lagoa e carvalheira que esta se extingui e é o sítio deste lugar.  A carvalheira secou e a lagoa enxugou de sorte de que no tempo do Estilo e parte do Outono faz a aprazível e de limitável a circunspecto deste lugar de salto” 
Perante o fenómeno milagroso persistentemente repetido, da misteriosa mudança de imagem de Senhora, do lugar de Oliveira para o sítio onde seria construída, há mais de mil anos, a igreja velha, o povo devoto achou que se a Senhora dava o “salto” para este lugar era porque desejava que lhe construíssem um espaço de culto ali e por isso foi decidido construir uma capela para acolher a Senhora, nascendo a nova aldeia em seu redor, a qual recebeu o nome de Nossa Senhora de Salto ou Santa Maria de Salto, em honra do “salto da Senhora” de Terras de Oliveira para este novo lugar.
Sendo pacificamente aceite que a etimologia de Salto remete para a designação latina as saltum com o significado “caminho entre os bosques”.
Nossa Senhora do Pranto é comemorado a 15 de Agosto, dia em que a “Senhora” sai em longa e florida procissão.  A 13 de Agosto existe uma outra procissão a Nossa Senhora de Fátima. 
Remetendo para 3 dias de grande euforia em Salto.

### A festa de São Sebastião
No dia 20 de Janeiro, a meio do Inverno, tem lugar a Festa de São Sebastião, numa época considerada como não coincidente com o tempo festivo.
Vinha o Santo em procissão dum único andor presidir à bênção do pão e do vinho que ficava assim diferente do pão normal. Tinha mezinha, podia-se guardar de um ano para o outro que não ganhava bolor.
O bobo comunitário de São Sebastião reconhece as graças concedidas, através do esconjuro de afastamento dos cavaleiros do Apocalipse, sendo as capelas de São Sebastião situadas na entrada dos povos donde sopram os maus ventos ou donde vêm as pragas às culturas. Sabemos que a origem desta fé é muitas vezes secular, atribuída por Leite Vasconcelos a uma grande peste que assolou o país em 1505. 
O medo da fome, da peste e da guerra de que o santo é advogado foi sempre uma espada de Damocles sobre a cabeça do povo, daí a devoção a este servo de Deus.
Em Salto, na “roda” de distribuição gratuita, são ofertados os “mordomos” benzidos, uma porção de pão e um copo de vinho. Os que assistem ao ritual levam para casa um “mordomo” a mais para cada filho, e muitas vezes outro por cada género de animais. A este pão ou carolo atribui-se poder curativo, não ganhando bolor ao longo do ano.

### O tempo da quaresma
A quaresma que se seguia este longo período festivo que abarca Dezembro, Janeiro e Fevereiro, impõe silêncio e jejum, com interdição do toque dos sinos, das festas, jogos ou espectáculos. É um período sagrado, centrado nos sermões e preces, cujos 40 dias culminaram na Semana Santa, e em particular na Sexta-Feira e no Domingo de Páscoa- o primeiro Domingo após a primeira Lua Cheia da Primavera.
O sexto domingo, que dá inicio a semana santa, é chamado “Domingo de Ramos”.
Os dois grandes períodos opostos do Inverno e do Verão são assinalados pela matança do porco, a qual se apresenta como uma inauguração caléndarica ritual e psicológica, uma espécie de antecipação do Carnaval. O porco é a despensa do ano, que permite uma grande variedade de preparações.

## Oragos
Tem por orago a Nossa Senhora do Pranto, comemorada a 15 de Agosto, dia em que "a Senhora" sai em procissão.